# Eric Gale
Pour les articles homonymes, voir Gale (homonymie).
Eric J. Gale (Brooklyn, New York, 20 septembre 1938 - Basse-Californie, Mexique, 25 mai 1994) était un guitariste de jazz et de studio américain.
Il débuta notamment avec King Curtis et Jimmy Smith, et apparut sur environ 500 albums, notamment avec Aretha Franklin, Paul Simon, Lena Horne, Esther Phillips, Joe Cocker, Carly Simon, Van Morrison, Lee Scratch Perry, Paul Douglas (musicien) et Billy Joel. En jazz, il a surtout collaboré avec Johnny Hammond, Quincy Jones, Grover Washington Jr., Herbie Mann, Freddie Hubbard, Stanley Turrentine.

## Discographie

### En tant que leader
- Forecast (1975)
- Negril (1975)[1]
- Ginseng Woman (1976)
- Multiplication (1977)
- Part of You (1979)
- Touch of Silk (1980)
- In a Jazz Tradition (1987)
- Let's Stay Together (1988)

### En tant que sideman
Avec Carla Bley
- 1977 : Dinner Music